# الکساندر سوکورنکو
الکساندر سوکورنکو (اوکراینی: Олександр Миколайович Сокоренко؛ زادهٔ ۲۳ فوریهٔ ۱۹۷۶) بازیکن فوتبال اهل اوکراین است.
از باشگاه‌هایی که در آن بازی کرده‌است می‌توان به باشگاه فوتبال تاوریا سیمفروپول و باشگاه فوتبال اوورلا اوژهورود اشاره کرد.